# Karoline Kaulla
Karoline (Chaile) Raphael Kaulla, nascida em 1739 em Bad Buchau, morreu em 18 de março de 1809 em Hechingen), conhecida pelo nome de Madame Kaulla, foi Juiz da corte e também considerada em sua época como a mulher mais rica da Alemanha.

## Sua vida

### Seu começo nos negócios
Karoline (em hebraico: Chaile) Kaulla foi a mais velha dos seis filhos do presidente da comunidade judaica, Isaac ben Benjamin Rafael Kaulla e de sua esposa Rebecca, nascida Wasserman de Regensburg. Seu pai foi um Juiz da corte, a serviço da casa de Hohenzollern-Hechingen para Sigmaringen e Hechingen. Karoline recebe como seus outros irmãos e irmãs, uma educação superior, como é costume em uma família iluminada de classe média judaica dos séculos XVIII e XIX: uma instrução dada por um preceptor. 
Com a idade de 18 anos, em 1757, Karoline se casa com Kieve Auerbach (Akiba Auerbach), um negociante de cavalos em Hechingen, um homem que passa a se dedicar exclusivamente ao estudo do Talmude e da Torá e deixa sua esposa com toda a gestão financeira da família crescente. Apesar de seu irmão mais velho ser onze anos mais novo do que ela, e como ela era especialmente talentosa nos negócios, ela é levada novamente à atividade de seu pai, em 1760, com a morte dele. 
No início, seu principal cliente é o príncipe de Hohenzollern-Hechingen, com o qual Karoline desenvolve um forte vínculo. Amante de cavalos e da caça, o príncipe mantinha um padrão de vida bem acima do restante da pequena e relativamente pobre população da região. Ele entra em débito fortemente com a empresa Kaulla com vários pedidos de empréstimos.
A pequena cidade de Hechingen, tinha na época, uma comunidade judaica de cerca de 300 pessoas, e era relativamente pobre. Ela foi conduzida inicialmente pelo pai de Karoline e, em seguida, por seu irmão Jakob, e, posteriormente, pelo seu filho Mayer Kaulla. Karoline leva um modo de vida aristocrático, com uma elegante mansão, e com seus próprios empregados, mas continua a viver de acordo com as leis judaicas. Ela cuida da comunidade judaica, juntamente com o seu irmão e usa suas relações com o príncipe para melhorar a sua sorte. A família Kaulla tem a sua própria sinagoga, privada e contratou seu próprio rabino. Em 1803, Karoline e seu irmão tiveram um Bet Midrash (Yeshivá), com três rabinos, eruditos, e uma vasta biblioteca. Karoline foi conhecida por sua grande caridade para com os pobres, sem distinção de religião. 
Em 1768, Karoline Kaulla obtém do príncipe de Fürstenberg aos 29 anos, seu título de administrador de tribunal em Donaueschingen, sob o título de Kaulla Raphael. Ela vende para o tribunal cavalos, pratas, jóias, e outros produtos que são muito caros. Em 1770, a seu pedido, é nomeada como Juiz da corte do Ducado de Württemberg, sucedendo o juiz da corte anterior Joseph Süss Oppenheimer (1672-1738), que foi executado em Stuttgart, entre outras acusações, por alta traição. Depois de ter dado à luz seis filhos, e suas atividades financeiras terem progredindo rapidamente, Karoline nomeia seu irmão Jakob, nascido em 1750, como um parceiro. Jacob é então nomeado Juiz da corte no tribunal Judeu em Donaueschingen, onde Karoline esteve particularmente ativa desde a sua nomeação.

### Tribunal judeu e o privilégio
Os anos mais lucrativos para os negócios de Madame Kaulla são os do período revolucionário francês e do Império Napoleônico. De fato, a partir de 1790, a empresa Kaulla foi contratada como fornecedora do exército em larga escala, permitindo-lhe adquirir uma fortuna considerável. Em 1797, ela obteve o privilégio do tribunal (Hofschutz) para adquirir uma residência em Stuttgart e outra em Ludwigsburg, mas a de Stuttgart será retirada pelo duque em 1798, após protestos da burguesia de Stuttgart e do corpo dos mercadores, por ser a cidade proibida para os judeus desde o século XV.
Para recompensá-lo por seus serviços leais para o suprimento dos exércitos imperiais, Jacob Kaulla, que liderou as negociações em Viena, Londres e Paris, foi nomeado em 1801 como Conselheiro Imperial e Karoline Kaulla recebeu em 1808 do Imperador Francisco I a Kaiserliche Zivilverdienstmedaille (Medalha Imperial do Serviço Civil) com corrente de ouro. Somente a partir de 1806 que a Sra. Kaulla, seu marido e seu irmão foram autorizados a se estabelecer em Stuttgart.

### Sua morte e a continuação dos negócios Kaulla

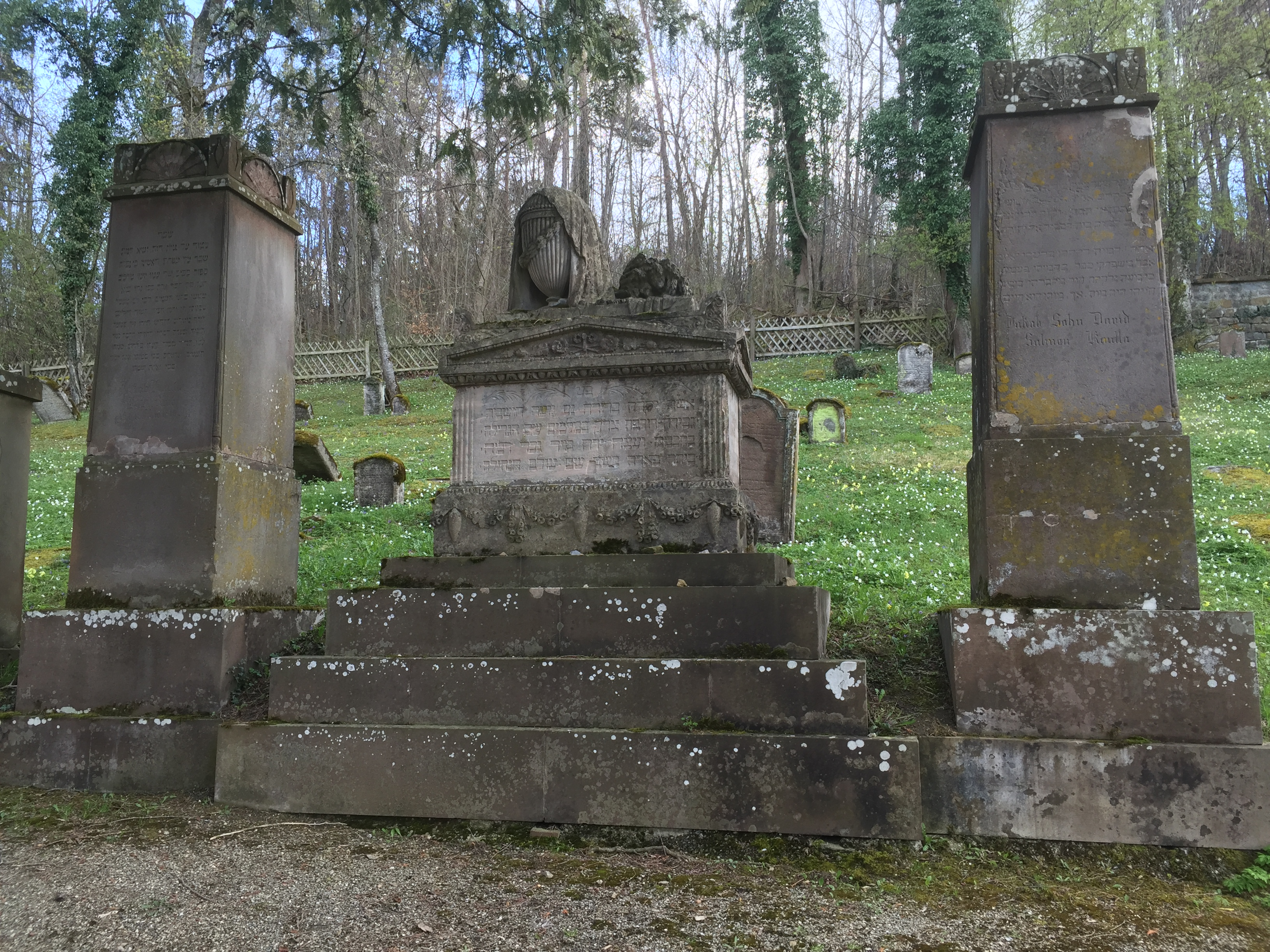
Jüdischer Friedhof (Hechingen) 02

Karoline (Chaile) Raphael Kaulla morreu em 18 de março de 1809 em Hechingen aos 70 anos de idade. Ela está enterrada no cemitério judeu de Hechingen; sua impressionante tumba foi preservada. Sua sociedade e família continuaram a florescer sob o nome de Kaulla, em Wurtemberg e além. Seu obituário publicado nos jornais indica: 
"Ela era uma mulher com faculdades intelectuais raras e caráter nobre. Banqueira do tribunal da corte real de Württemberg e chefe da empresa bancária e comercial Kaulla em Stuttgart ... A falecida usou uma grande parte da riqueza que lhe foi concedida pela Providência para obras de caridade. Ela era o apoio dos necessitados, independentemente de sua religião, e milhares de lágrimas dos pobres aqui e em outros lugares caem em seu túmulo."
O banco Königlich Württembergischen Hofbank que ela co-fundou investindo a soma astronômica de 1.25 milhões de florins, soma que os Rothschilds na época teriam sido incapazes de reunir, se tornará nos anos 1920, depois de muitas fusões e aquisições o Deutsche Bank.
Uma rua em Stuttgart é chamada Karoline Kaulla.